# Cryptocanthon foveatus
Cryptocanthon foveatus är en skalbaggsart som beskrevs av Cook 2002. Cryptocanthon foveatus ingår i släktet Cryptocanthon och familjen bladhorningar. Inga underarter finns listade i Catalogue of Life.